# ستيفن أولد
ستيفن أولد (بالإنجليزية: Steven Old)‏، من مواليد 17 فبراير 1986، لاعب كرة قدم نيوزلندي.
يلعب مع نادي كيلمارنوك الإسكتلندي.
بدأ باللعب مع منتخب نيوزلندا لكرة القدم في عام 2004.

## روابط خارجية
- ستيفن أولد على موقع الاتحاد الدولي (مؤرشف)  (الإنجليزية)
- ستيفن أولد على موقع قاعدة بيانات كرة القدم.إي يو (الإنجليزية)
- ستيفن أولد على موقع ناشيونال فوتبول تيمز (الإنجليزية)
- ستيفن أولد على موقع Soccerbase.com (لاعب) (الإنجليزية)
- ستيفن أولد على موقع Soccerway.com (الإنجليزية)
- ستيفن أولد على موقع كووورة
- ستيفن أولد على موقع أوليمبيديا (الإنجليزية)
- ستيفن أولد على موقع اللجنة الأولمبية النيوزيلندية (الإنجليزية)